# (2732) Witt
(2732) Witt és un asteroide que forma part del cinturó d'asteroides i va ser descobert per Maximilian Franz Wolf el 19 de març de 1926 des de l'Observatori de Heidelberg-Königstuhl, Alemanya.

## Designació i nom
Witt va rebre inicialment la designació de 1926 FG.
Més endavant, en 1983, es va nomenar en honor de l'astrònom alemany Carl Gustav Witt (1866-1946).

## Característiques orbitals
Witt orbita a una distància mitjana del Sol de 2,76 ua, podent allunyar-se'n fins a 2,827 ua i apropar-se fins a 2,694 ua. Té una excentricitat de 0,02418 i una inclinació orbital de 6,494 graus. Triga a completar una òrbita al voltant del Sol 1.675 dies.

## Característiques físiques
La magnitud absoluta de Witt és 11,8. Està assignat al tipus espectral A de la classificació SMASSII.